# Pieter Neeffs I

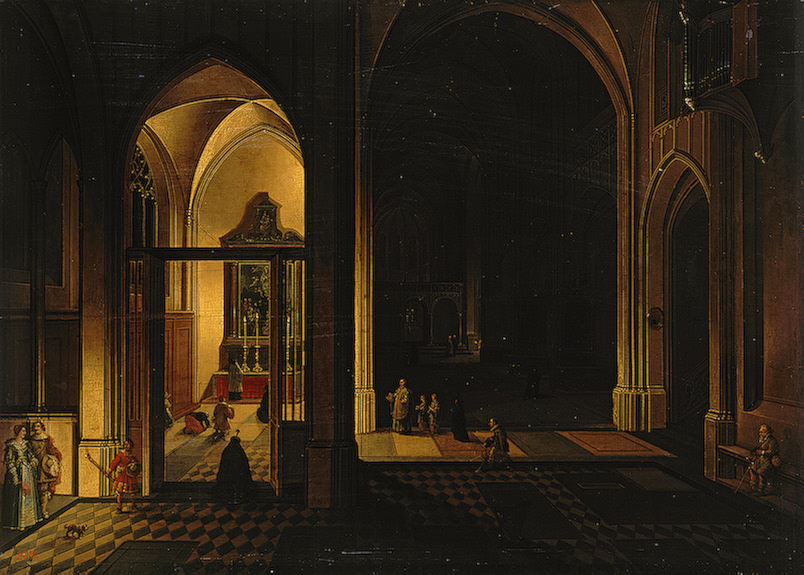
Wnętrze gotyckiej świątyni, 1649, Ermitaż

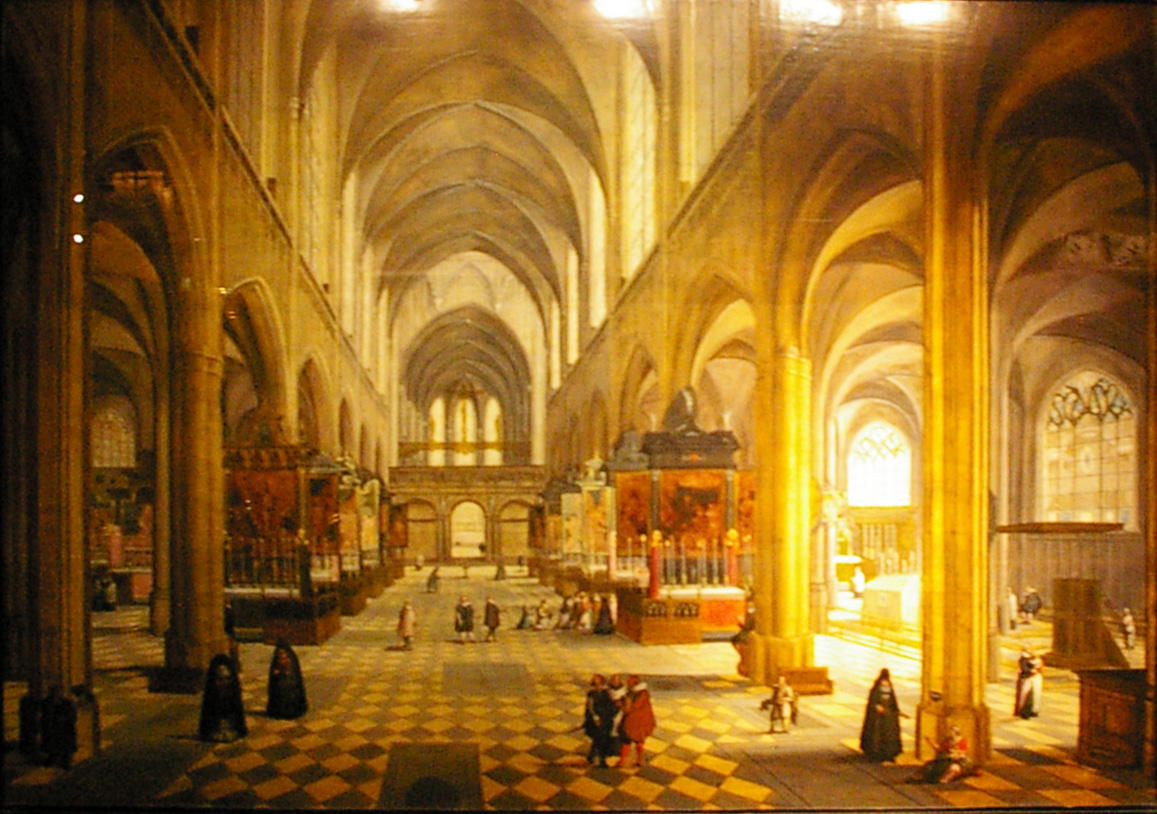
Wnętrze katedry w Antwerpii, olej na desce

Pieter Neeffs I lub Neefs (ur. ok. 1578, zm. po 1656) – flamandzki malarz barokowy.
Mało poznany artysta działający w Antwerpii i wzmiankowany w tamtejszej gildii św. Łukasza od 1609. W 1612 ożenił się z Marią Lauterbeen, z którą miał dwóch synów Ludovicusa (bądź Lodewijka, ur. w 1617) i Pietera II (ur. 1620).
Pieter Neeffs z synami malowali wyłącznie wnętrza kościołów, były to niewielkie, starannie wykonane obrazy, tworzone pod wyraźnym wpływem Hendrika van Steenwijcka II i jego ojca. Artyści zwykle pracowali wspólnie, co w znacznym stopniu utrudnia atrybucję ich dzieł. Prace rodziny Neeffsów to studia światła we wnętrzach, najbardziej cenione przez krytyków są ich nokturny, nocne przedstawienia wnętrz gotyckich świątyń oświetlonych przez dwa źródła światła. Wykonanie sztafażu zlecali innym artystom, wśród których byli m.in. Frans Francken (młodszy), Jan Brueghel (starszy), Sebastian Vrancx, Adriaan van Stalbemt, David Teniers I i Gonzales Coques.
Liczne prace Pietera Neeffsa i jego synów znajdują się w zbiorach m.in. Rijksmuseum w Amsterdamie, Galerii Uffizi we Florencji, National Gallery w Londynie, National Gallery of Art w Waszyngtonie i Ermitażu w Petersburgu. W Muzeum Narodowym w Warszawie znajduje się obraz Neeffsa Wnętrze kościoła.